# Теорема Степанова
Теорема Степанова — обобщение теоремы Радемахера о дифференцируемости Липшицевой функции.
| Предположим функция {\displaystyle f}, определена на открытом множестве {\displaystyle \Omega } евклидова пространства, {\displaystyle A\subset \Omega } и {\displaystyle \varlimsup _{x\to a}{\frac {\|f(x)-f(a)\|}{\|x-a\|}}<\infty } для всех {\displaystyle a\in A}. Тогда {\displaystyle f} дифференцируема почти везде в {\displaystyle A}. |

Доказана Степановым.